# Witham Town FC
Witham Town FC (celým názvem: Witham Town Football Club) je anglický fotbalový klub, který sídlí ve městě Witham v nemetropolitním hrabství Essex. Založen byl v roce 1876. Od sezóny 2018/19 hraje v Isthmian League North Division (8. nejvyšší soutěž). Klubové barvy jsou námořnická modř, bílá a červená.
Své domácí zápasy odehrává na stadionu Spa Road s kapacitou 2 500 diváků.

## Úspěchy v domácích pohárech
Zdroj: 
- FA Cup
  - 4. předkolo: 2014/15
- FA Trophy
  - 3. předkolo: 2007/08
- FA Vase
  - 5. kolo: 1986/87

## Umístění v jednotlivých sezonách
Stručný přehled
Zdroj: 
- 1971–1987: Essex Senior League
- 1987–1991: Isthmian League (Second Division North)
- 1991–2000: Isthmian League (Second Division)
- 2000–2002: Isthmian League (Third Division)
- 2002–2006: Isthmian League (Division Two)
- 2006–2009: Isthmian League (Division One North)
- 2009–2012: Essex Senior League
- 2012–2014: Isthmian League (Division One North)
- 2014–2015: Isthmian League (Premier Division)
- 2015–2018: Isthmian League (Division One North)
- 2018– : Isthmian League (North Division)

Jednotlivé ročníky
Zdroj: 
Legenda: Z - zápasy, V - výhry, R - remízy, P - porážky, VG - vstřelené góly, OG - obdržené góly, +/- - rozdíl skóre, B - body, červené podbarvení - sestup, zelené podbarvení - postup, fialové podbarvení - reorganizace, změna skupiny či soutěže
| Sezóny  | Liga                                 | Úroveň | Z  | V  | R  | P  | VG  | OG | +/- | B  | Pozice |
| ------- | ------------------------------------ | ------ | -- | -- | -- | -- | --- | -- | --- | -- | ------ |
| 2009/10 | Essex Senior League                  | 9      | 34 | 22 | 5  | 7  | 81  | 44 | +37 | 68 | 2.     |
| 2010/11 | Essex Senior League                  | 9      | 32 | 20 | 8  | 4  | 82  | 40 | +42 | 67 | 3.     |
| 2011/12 | Essex Senior League                  | 9      | 34 | 25 | 7  | 2  | 117 | 24 | +93 | 82 | 1.     |
| 2012/13 | Isthmian League (Division One North) | 8      | 42 | 24 | 7  | 11 | 71  | 49 | +22 | 79 | 4.     |
| 2013/14 | Isthmian League (Division One North) | 8      | 46 | 30 | 8  | 8  | 109 | 54 | +55 | 98 | 2.     |
| 2014/15 | Isthmian League (Premier Division)   | 7      | 46 | 9  | 15 | 22 | 61  | 84 | -23 | 42 | 22.    |
| 2015/16 | Isthmian League (Division One North) | 8      | 46 | 12 | 9  | 25 | 59  | 96 | -37 | 45 | 19.    |
| 2016/17 | Isthmian League (Division One North) | 8      | 46 | 16 | 11 | 19 | 77  | 80 | -3  | 59 | 13.    |
| 2017/18 | Isthmian League (Division One North) | 8      | 46 | 18 | 8  | 20 | 59  | 66 | -7  | 62 | 11.    |
| 2018/19 | Isthmian League (North Division)     | 8      | 38 |    |    |    |     |    |     |    |        |